# Německá císařská armáda

Zástava německého císaře coby Vrchního válečného velitele

Železný kříž jako poznávací znamení německých a rakousko-uherských letounů a německých obrněných vozidel v první světové válce

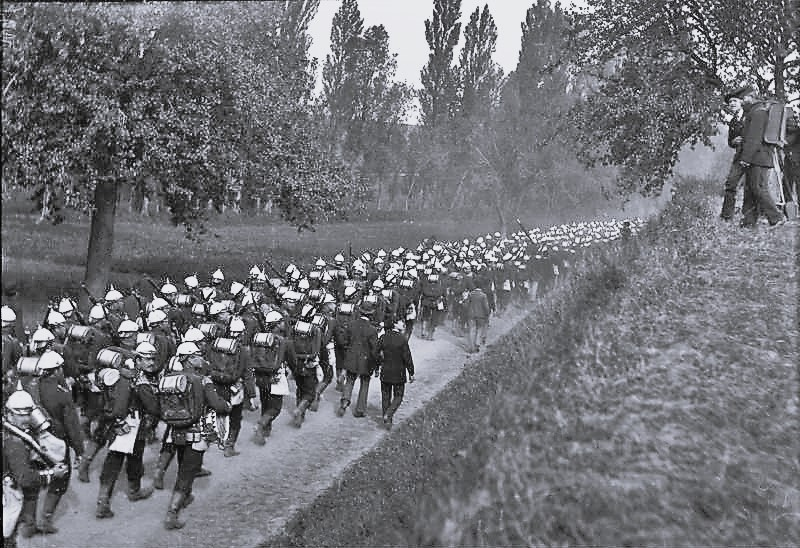
Císařské manévry v Odenwaldu, 1888

Německá armáda (německy Deutsches Heer) bylo oficiální označení pozemních ozbrojených sil Německého císařství podle zákona č. 60 Říšské ústavy z roku 1871. (Často bývá nesprávně označován jako Císařské vojsko – Kaiserliches Heer nebo Císařská armáda – Kaiserliche Armee.)
Německá armáda stála v době války i míru pod vrchním velením císaře. Byla složená z vojsk spolkových států Pruska, Bavorska, Saska a Württemberska.

## Jednotlivé spolkové země
Vojenské oddíly ostatních spolkových států spadaly na základě vojenských dohod pod pruské velení nebo byly s pruskými vojsky sloučeny. Bavorské, saské a württemberské jednotky byly v době míru podřízeny vlastnímu veliteli. Jejich velení podléhalo jednotlivým ministerstvům obrany. Bavorské vojsko bylo jako výlučně číslovaný kontingent začleněn do německé armády, saské a württemberské vojsko tvořily samostatné uzavřené armádní sbory v rámci německé armády. Také kontingenty zbylých německých států tvořily uzavřené jednotky, například regimenty nebo jako v případě Knížectví Lippe to byl batalion. Württembersko vyčlenilo k výcviku pruského vojska důstojníky.

## Úloha císaře
Pod stálým nejvyšším velením císaře a říšské vlády zůstaly obranná vojska a námořnictvo. Císař měl i v době míru právo, určovat množství, stav garnizony, obsazení opevnění a právo a povinnost určovat jednotlivou organizaci a formace, výzbroj a velení, jakož i starost o utváření mužstva a kvalifikaci důstojnictva. Armádní rozpočet byl určován parlamenty jednotlivých spolkových zemí.